# Rio Zújar
O rio Zújar é um rio de Espanha, afluente da margem esquerda do rio Guadiana, com 214 km de comprimento e tem uma bacia hidrográfica de 8508 km². É o afluente mais caudaloso do Guadiana pela margem esquerda.
Nasce no cerro de La Calaveruela, perto de Fuente Obejuna, e percorre a zona noroeste da província de Córdoba, bem como as comarcas da Campiña Sur e de La Serena, ambas na Estremadura, até se encontrar com o Guadiana em Villanueva de la Serena.
Os seus principais afluentes são os rios Guadamatilla, Guadalmez (rio), Esteras e Guadalemar, pela margem direita; e o Guadalefra, pela margem esquerda.